# Pasardschik

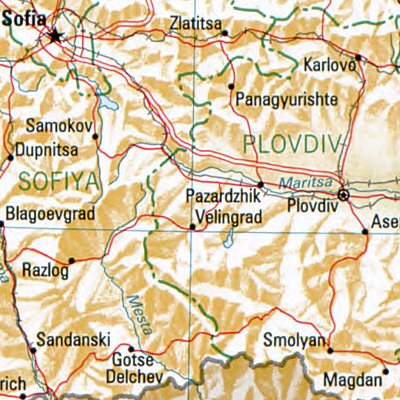
Pasardschik – Bulgarien – Nachbarorte: Plowdiw, Welingrad, Panagjurischte, Karlowo, Slatiza, Sofia, Samokow, Dupniza, Raslog, Sandanski, Goze Deltschew, Smoljan, Madan

Pasardschik [ˈpazɐrdʒik] (bulgarisch Пазарджик aus dem Türkischen Pazarcık) ist eine Stadt in Zentralbulgarien und liegt an der Mariza inmitten der Oberthrakischen Tiefebene. Sie ist Zentrum der gleichnamigen Gemeinde und der Provinz Pasardschik.

## Geografie und Wirtschaft
Die Region wird aufgrund des günstigen Klimas und der fruchtbaren Böden traditionell landwirtschaftlich genutzt und gilt als Gemüse- und Obstanbauregion. Hauptanbauprodukte neben Getreide sind Tomaten, Paprika, Kartoffeln, Wassermelonen, Tabak und Wein, daneben auch Pfirsiche, Kirschen und Baumwolle.
Vom 15. Jahrhundert bis in die 1980er Jahre war Pasardschik ein Zentrum des bulgarischen Reisanbaus, der in den feuchten Niederungen der Thrakischen Ebene betrieben wurde; die gelblichen Reiskörner von Pasardschik waren weithin bekannt und standen in besserem Ruf als der Reis, der um Plowdiw oder weiter südöstlich entlang der Mariza angebaut wurde. Westliche Besucher waren erstaunt von der intensiven Reiskultur und sprachen schon im 18. Jh. von der Gegend als "das europäische Ägypten" (so in einem Reisetagebuch von 1786). Heute spielt der Reisanbau in der Umgegend von Pasardschik keine bedeutende Rolle mehr; nach 1989 wurde die Produktion in wenigen Jahren heruntergefahren oder (an den meisten Orten) sogar aufgegeben, weil der bulgarische Reis auf dem Weltmarkt nicht mehr konkurrenzfähig war.

## Geschichte

### Von der Gründung bis 1800
Nach der Eroberung von Bosnien (1463) durch das osmanische Reich (Bulgarien wurde bereits 1396 erobert) wurde eine Karawanenstraße zwischen Sarajevo und Konstantinopel über Pristina, Skopje, Kjustendil und Samokow etabliert. Die Karawanenstraße traf dann auf die „Große Heerstraße“, die Via Militaris. An der Gabelung der beiden Straßen wurde Tatar Pazarcik im Jahre 1485 gegründet, um eine Kolonie von Tataren aus Bessarabien, über die wenig bekannt ist, außer dass sie im Dienste des osmanischen Reiches waren.
Tatar Pazarcik wurde ab dem 16. Jahrhundert regionales Zentrum eines Kaza (türk. kaza, urspr. „Gerichtsbezirk“, später einfach im Sinn „Landkreis“), litt jedoch unter der Nähe von Plowdiw, traditionell die regionale Metropole. Es war dennoch ein florierendes Handelszentrum: Eisen aus Samokow, Holz aus den Rhodopen und Reis (siehe oben). Die Waren wurde meist über Floß und Schiffe entlang des Mariza-Flusses bis nach Edirne und zu den Ägäis-Häfen (Enez, Tekirdağ) geschickt. Bis ins 19. Jahrhundert war die Stadt auch für ihre Sattler berühmt.
Gelegen auf einer Hauptachse wurde Tatar Pazarcik durch zahlreiche Reisende als Dorf (Scheper, 1533), als Palanka (Schweiger, 1577) oder als Stadt beschrieben (Kuripešić, 1530; Vrančić, 1567). Im Jahre 1578 zählte Stephan Gerlach nicht mehr als 30 Häuser von Christen, die jedoch über keine Kirche oder Priester verfügten. Alle bewunderten die im Jahre 1574 von Damat İbrahim Pascha erbaute Karawanserei Kurschum chan, die einen eleganten Brunnen hatte. Evliya Çelebi zählte in der Stadt 16 Machallas und 870 Häuser. 1664 wurde ein Uhrturm (Sahat Kula) errichtet. Aus dem 16. Jahrhundert stammt auch der Pascha-Hammām.

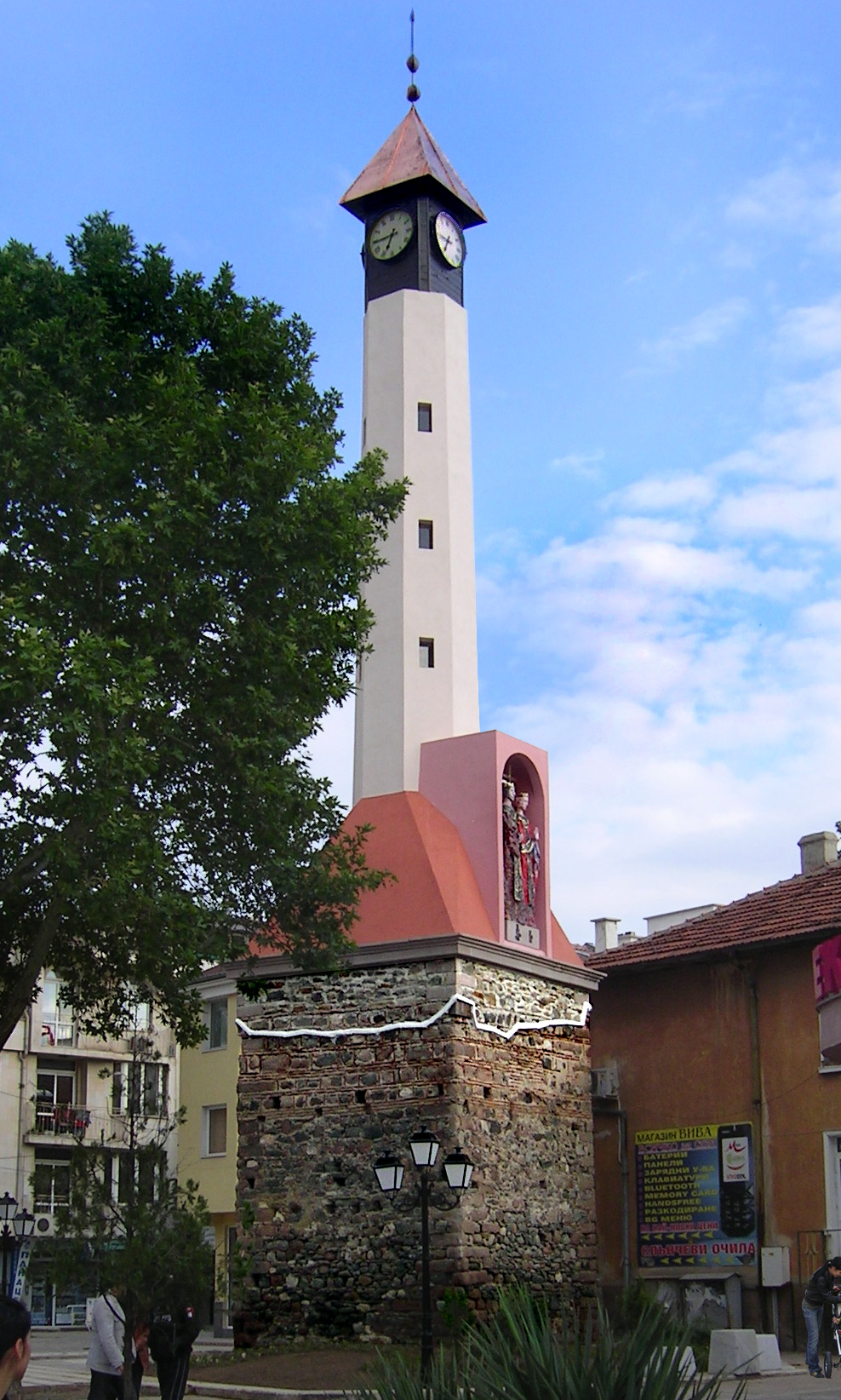
Der Uhrturm heute

Ab dem 18. Jahrhundert stieg die bulgarische Bevölkerung signifikant. 1741 errichtete man einen neuen Uhrturm. Die Stadt war im 18./19. Jahrhundert eine wichtige Handwerker- und Messestadt und ein geistiges Zentrum der Bulgarischen Wiedergeburt.

### 19. Jahrhundert

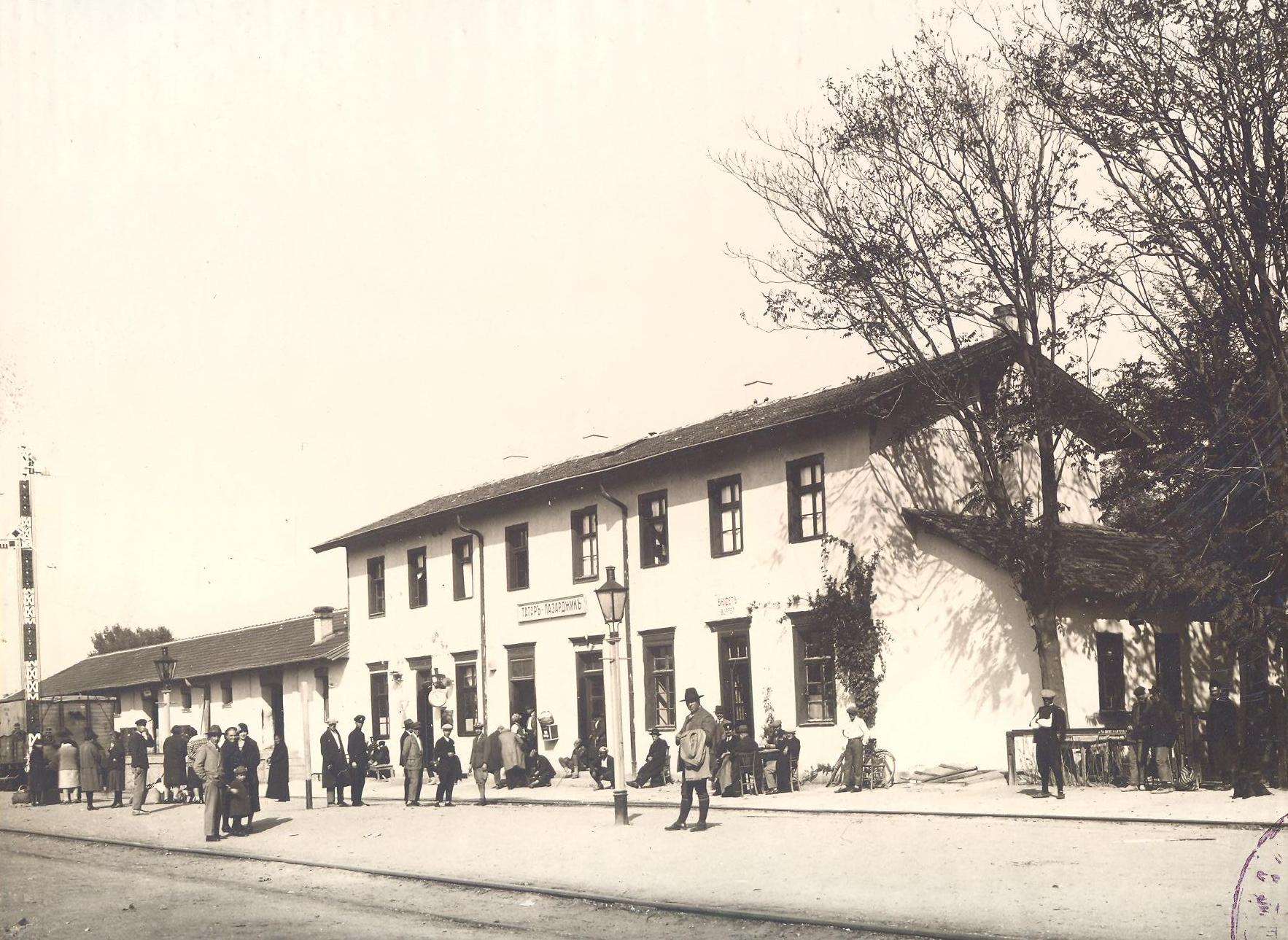
Der Bahnhof 1928

Im Zuge der Tanzimat-Reformen von 1834 konnte sich eine bulgarische Gemeinde bilden, die 1837 die Sweta-Bogorodiza-Kirche (Muttergotteskirche) mit ihrer geschnitzten Altarwand, einem Werk von Meistern der berühmten Debar-Schule, erbauen ließ. Stojan Sachariew, ein Sohn der Stadt, berichtet, dass sie in den 1860er Jahren in 33 Machallas geteilt war. Hier gab es zu dieser Zeit 3420 Häuser, 1200 Geschäfte, 19 Moscheen, 6 Kirchen, 1 Synagoge und 4 öffentliche Bäder. Weiter existierten 8 türkische und 6 bulgarische Schulen sowie je eine jüdische, valachische und eine armenische Schule.
1862 wurde das Tschitalischte Widelina eröffnet. 1865 hatte Pasardschik ca. 25.000 Einwohner, wobei Bulgaren mit 57 % die ethnische Mehrheit stellten. 1869 gründete Wasil Lewski hier ein revolutionäres Komitee der Inneren Revolutionären Organisation (IRO). Im 19. Jahrhundert wurde das Sortiment an Handelswaren auch in Pazarcik durch gesponnenes Tuch (aba) und Cord (Gajtan) erweitert. Jährlich fand hier zwischen 30. Juni und 15. August die Mara-Messe statt. Im Jahr 1873 wurde Tatar Pazarcik an das osmanische Eisenbahnnetz angeschlossen und es verliefen Bahnverbindungen nach Konstantinopel (Istanbul) und zum Hafen Dedeaghač.
Im Januar 1878, im Zuge des „Russisch-Türkischen Befreiungskriegs“ von 1877/78, befand sich die osmanische Armee auf dem Rückzug vor den russischen Truppen. Der Oberkommandant Süleiman Pascha sandte aus Pasardschik ein Telegramm an den Sultan, in dem er um die Genehmigung bat, bei seinem Rückzug die Stadt niederzubrennen und die Bevölkerung der Stadt niederzumetzeln. Als die positive Antwort aus Istanbul zurückkam, saß Süleiman Pascha im Bahnhofsgebäude neben dem armenischstämmigen Telegrafisten Hovhannes Sevadjian. Dieser nutzte die Tatsache aus, dass er als einziger im Raum den Morsecode beherrschte und übersetzte unter Lebensgefahr die Nachricht im umgekehrten Sinn. Später verschluckte er die Originalnachricht, um eine Nachprüfung zu vermeiden. So rettete er Pazardschik und seine Bevölkerung vor der Vernichtung.
Am 14. Februar 1878 endete formal die osmanisch-türkische Herrschaft über die Stadt. Nach dem Berliner Kongress wurde Pasardschik jedoch erneut Teil des Osmanischen Reiches und in der autonomen Provinz Ostrumelien bis zu deren Vereinigung (1885) mit dem Fürstentum Bulgarien eingegliedert. Bei der Volkszählung in Ostrumelien 1884 hatte Pasardschik 15.425 Einwohner. In Ostrumelien war jedoch der Reisanbau verboten worden, was vor allem die Reisanbauer der Region Pasardschik traf. 1900 hatte die Stadt 17.000 Einwohner, darunter 2.000 Türken und 1.000 muslimische Roma.

### 20. Jahrhundert bis heute
1923 gab es in der Stadt nur noch vier Moscheen. Die Stadt trug bis 1934 den Namen Tatar Pazarcik („tatarischer kleiner Markt“), als sie in Pasardschik umbenannt wurde. Sie war in der Vergangenheit Anfangsbahnhof der Rhodopenbahn. Weiter ist die Stadt Ausgangspunkt für die in der Nähe liegenden Höhenkurorte Peschtera, Welingrad und Dospat sowie die historische Ortschaft Batak.
Über ihre thrakische Vorläuferstadt Besapara ist Pasardschik seit 2005 mittelbarer Namensgeber für den Besapara Hill auf der Livingston-Insel in der Antarktis. Entsprechendes gilt für den Pazardzhik Point, eine Landspitze von Snow Island in der Antarktis.

## Bevölkerung

### Bevölkerungsstruktur
Im Frühjahr 2011 erfolgte die bisher letzte Volkszählung, die gleichzeitig die erste nach der Aufnahme Bulgariens in die Europäische Union war. Da sie EU-Vorgaben unterlag, gab es die Möglichkeit, Fragen nach ethnischer und religiöser Zugehörigkeit sowie nach der Muttersprache nicht zu beantworten. Nur 66.397 Bürger Pasardschiks beantworteten die Frage nach der ethnischen Zugehörigkeit, von ihnen bezeichneten sich 57.332 als Bulgaren, 4822 als Türken, 3423 als Roma und 325 gaben eine weitere ethnische Zugehörigkeit an.
Die Roma-Gemeinschaft (Chorohan und Kalajdschi) mit einem bescheidenen Anteil von Pomaken, die ursprünglich aus dem Rhodopen-Gebirge stammen, vertreten den Islam.

### Einwohnerentwicklung
Die wechselnden Einwohnerzahlen resultieren teilweise auch aus dem jeweiligen Gebietsstand.
| Jahr   | Einwohner |
| ------ | --------- |
| 1934 ¹ | 23.228    |
| 1946 ¹ | 30.376    |
| 1956 ¹ | 39.499    |
| 1965 ¹ | 55.430    |
| 1975 ¹ | 65.727    |

| Jahr   | Einwohner |
| ------ | --------- |
| 1985 ¹ | 77.278    |
| 1992 ¹ | 82.578    |
| 1996 ³ | 79.705    |
| 2001 ¹ | 78.855    |
| 2004 ³ | 76.570    |

| Jahr   | Einwohner |
| ------ | --------- |
| 2007 ³ | 75.568    |
| 2009 ³ | 75.346    |
| 2011 ¹ | 71.979    |
| 2012 ³ | 74.552    |

Die Zahlen stammen von:
- Volkszählungen (¹),
- Schätzungen (²) oder
- amtlichen Fortschreibungen der statistischen Ämter (³).

### Söhne und Töchter der Stadt
- Aleksandar Stambolijski (1879–1923), Ministerpräsident von Bulgarien
- Kimon Georgiew (1882–1969), Ministerpräsident von Bulgarien
- Teodor Trajanow (1882–1945), bulgarischer Dichter
- Artine Artinian (1907–2005), US-amerikanischer Romanist und Philanthrop
- Stojan Markow (* 1942), bulgarischer Politiker
- Stojan Ganew (1955–2013), Außenminister von Bulgarien
- Stefan Lyutakov (* 1955), bulgarischer Hochschullehrer, Bildhauer
- Elena Schekerletowa (* 1964), bulgarische Diplomatin
- Zwetana Boschilowa (* 1968), bulgarische Judoka
- Ekaterina Sachariewa (* 1975), Politikerin, EU-Kommissarin
- Wladimir Mantschew (* 1977), bulgarischer Fußballspieler
- Wladimir Gadschew (* 1987), bulgarischer Fußballspieler
- Ilijan Jordanow (* 1989), bulgarischer Fußballspieler
- Kristina Georgiewa (* 1993), bulgarische Fußballschiedsrichterin
- Mateo Stamatow (* 1999), bulgarischer Fußballspieler

## Politik

### Gemeinde Pasardschik
Der Stadtrat von Pasardschik fungiert gleichzeitig als Gemeinderat und ist für die Kontrolle aller Bürgermeister der Gemeindeortschaften zuständig. Zur Gemeinde Pasardschik (bulgarisch Община Пазарджик/Obschtina Pasardschik) gehören neben der Stadt Pasardschik noch folgende Dörfer:
| - Aleko Konstantinowo - Aprilzi - Brataniza - Chadschiewo - Gelemenowo - Glawiniza - Gowedare - Debraschtiza - Dobrowniza - Dragor - Swunitschewo | - Iwajlo - Junazite - Krali Marko - Lajchowo - Malo Konare - Mirjanzi - Mokrischte - Owtschepolzi - Ognjanowo - Pataleniza - Pischtogowo | - Rosen - Saraja - Sbor - Sinitowo - Topoli dol - Zar Asen - Zrantscha - Tschernogorowo - Welitschkowo |

### Städtepartnerschaften
Pasardschik unterhält mit den folgenden Städten eine Partnerschaft:
- Aerodrom, Nordmazedonien
- Salt, Jordanien
- Stawropol, Russland
- Tatabánya, Ungarn
- West Bend, Wisconsin, USA

### Bildung
In Pasardschik existieren alle Schultypen Bulgariens. Das Sprachgymnasium „Bertolt Brecht“ ist Mitglied der Initiative „Schulen: Partner der Zukunft“. Des Weiteren existieren eine Fachhochschule für Landwirtschaft, ein Pädagogikum, sowie eine Filiale der Musikfakultät der Paisij-Chilendarski-Universität Plowdiw.

## Kultur und Sehenswürdigkeiten

### Besondere Bauwerke
- Uhrturm von Pasardschik
- Historisches Museum
- Hausmuseum Konstantin Welitschkow
- Stanislaw-Dospewski-Memorialmuseum in einem im Jahre 1864 erbauten Haus des Künstlers und das Geschichtsmuseum
- Theater Konstantin Welitschkow
- Kulturhaus und Bibliothek „Videlina“ (Читалище „Виделина“) Standort

### Moscheen
| Name                                                            | Beschreibung | Lage                            | Bild                                 |
| --------------------------------------------------------------- | --- | ------------------------------- | ------------------------------------ |
| Kurshumlu Moschee (bulg. Куршумлу джамия, türk. Kurşunlu Camii) | Errichtet 1667 (Hidschri-Kalender 1078) und in späteren Jahrhunderten mehrfach renoviert. Der Bau ist die einzige noch erhaltene, historische Moschee von ehemals 18 Gebetshäusern in der Stadt. Die Moschee hat ihren Namen von der bleigedeckten Kuppel (türk. kurşun, "Blei"); eine weitere berühmte Moschee dieses Namens befindet sich in Bulgarien in Silistra. | Bul. General Gurko, 20 Standort | Kurshumlu Mosque Pazardzhik Bulgaria |

### Kirchengebäude
| Kirche erbaut                 | Beschreibung | Lage     | Bild |
| ----------------------------- | --- | -------- | ---- |
| Mariä Himmelfahrt 1837        | Die 1836–1837 erbaute Renaissance-Kirche ist der heiligen Mutter Gottes gewidmet (Света Богородица).                                                                                       | Standort |      |
| Georgenkirche 2003            | Auch „Sweti Georgi“ (Свети Георги) genannt, ist dem heiligen Georg geweiht. Sie wurde ausschließlich durch Spenden finanziert und wurde nach einer Bauzeit von acht Jahren fertiggestellt. | Standort |      |
| Hl. Konstantin und Elena 1847 | Auch „Sweti Sweti Konstantin und Elena“ (църква „Св. св. Константин и Елена“) genannt, ist den Heiligen Konstantin und Helene gewidmet.                                                    | Standort |      |
| Hl. Paraschewa 1852           | Auch „Sweta Petka“ (Света Петка) genannt, ist der heiligen Paraskeva der Jüngeren (nicht zu verwechseln mit Paraskeva Pjatnitza) gewidmet.                                                 | Standort |      |
| Erzengel Michael-Kirche 1860  | църквата Св.Архангел Михаил. Die 1860 erbaute Kirche wurde 2003 dem heiligen Erzengel Michael geweiht.                                                                                     | Standort |      |
| Verklärungskirche 1862        | Църквата "Св. Преображение". Die Kirche wurde 1859 bis 1862 gebaut, die Weihe erfolgte im Jahr 1862.                                                                                       | Standort |      |